# Associazione Calcio Monza 1936-1937
Questa voce raccoglie le informazioni riguardanti l'Associazione Calcio Monza nelle competizioni ufficiali della stagione 1936-1937.

## Stagione
Nella stagione 1936-1937 ai vertici societari del Monza, al presidente Giuseppe Viganò subentra il commissario straordinario Alberto Redaelli, è un periodo questo della seconda metà degli anni trenta, di continui cambiamenti nei quadri dirigenziali. Anche l'allenatore è un volto nuovo, il triestino Silvio Stritzel.
In casa brianzola si cambia molto, se ne vanno a giocare in Serie A Giovanni Arosio a Novara, Luigi Beretta al Milan, Costantino Sala all'Inter, mentre al Como vengono ceduti Angelo Meroni e Domenico Torti. La squadra indebolita da queste cessioni disputa il girone B della Serie C puntando alla salvezza, e raggiungendola ai primi di aprile con la vittoria sul Fanfulla, poi un calo vistoso nella parte finale del campionato, chiuderà con quattro sconfitte, non comprometterà la salvezza. Il torneo ha promosso in Serie B il Vigevano che ha staccato nel finale il Piacenza. In casa biancorossa buone le prestazioni di Luigi Gelosa autore di undici reti e di Luigi Mariani che ne ha messe a segno dieci.

## Rosa
| N. |                   | Ruolo | Calciatore                  |
| -- | ----------------- | ----- | --------------------------- |
|    | Italia (bandiera) | D     | Alessandro Banfi            |
|    | Italia (bandiera) | A     | Mario Barbareschi           |
|    | Italia (bandiera) | A     | Franco Berrini              |
|    | Italia (bandiera) | D     | Giovanni Bolzoni            |
|    | Italia (bandiera) | A     | Tommaso Carta               |
|    | Italia (bandiera) | A     | Riccardo Colombo            |
|    | Italia (bandiera) | A     | Andrea Dugnani              |
|    | Italia (bandiera) | A     | Attilio Farina              |
|    | Italia (bandiera) | P     | Francesco Frigerio          |
|    | Italia (bandiera) | A     | Francesco Giuseppe Frigerio |
|    | Italia (bandiera) | A     | Luigi Gelosa                |
|    | Italia (bandiera) | A     | Giovanni Marchesi           |
|    | Italia (bandiera) | A     | Luigi Mariani               |

| N. |                   | Ruolo | Calciatore             |
| -- | ----------------- | ----- | ---------------------- |
|    | Italia (bandiera) | A     | Giuseppe Negri         |
|    | Italia (bandiera) | D     | Olivo Parma            |
|    | Italia (bandiera) | C     | Enrico Pedrini         |
|    | Italia (bandiera) | C     | Mario Riva             |
|    | Italia (bandiera) | D     | Renzo Sala             |
|    | Italia (bandiera) | A     | Umberto Sala           |
|    | Italia (bandiera) | C     | Carlo Somaschini       |
|    | Italia (bandiera) | A     | Alberto Tiberti        |
|    | Italia (bandiera) | A     | Aldo Ungaro            |
|    | Italia (bandiera) | C     | Giacomo Villa          |
|    | Italia (bandiera) | C     | Riccardo Alberto Villa |
|    | Italia (bandiera) | A     | Virginio Vismara       |

## Risultati

### Girone di andata
| Arbitro: | Valenza (Mantova) |

|                                     |           |                |
| Tremolada 9’, 85’ Severi 73’ (rig.) | Marcatori | 53’ L. Mariani |

| Arbitro: | Fuhrmann (Omegna) |

|                     |           |                            |
| L. Mariani 20’, 84’ | Marcatori | 30’ Pinciroli 35’ Giuliani |

| Arbitro: | Conti (Ravenna) |

|                        |           |                |
| Mazzetti 20’ Paini 26’ | Marcatori | 41’ L. Mariani |

| Arbitro: | Bogetti (Torino) |

|                                            |           |                    |
| L. Mariani 26’, 66’ Vismara 35’ Riva I 54’ | Marcatori | 86’ (aut.) Pedrini |

| Arbitro: | Levrero (Genova) |

|  |           |             |
|  | Marcatori | 32’ Vismara |

| Arbitro: | Capriolo (Vercelli) |

|          |           |              |
| Sala 81’ | Marcatori | 66’ Raffaini |

| Arbitro: | Rosso (Torino) |

|                           |           |                |
| Salvadori 9’ Cattaneo 68’ | Marcatori | 87’ L. Mariani |

| Arbitro: | Anceschi (Genova) |

|                                 |           |                 |
| Gelosa 6’ Riva I 55’ Ungaro 78’ | Marcatori | 23’ Colombo Mi. |

| Gallarate 22 novembre 1936 9ª giornata | SIAI Marchetti       | 0 – 0 | Monza | Stadio Alessandro Maino\| Arbitro: \| Pasturenti (Voghera) \| |
| Arbitro:                               | Pasturenti (Voghera) |       |       |                                                               |

| Arbitro: | Marini (Verona) |

|                                     |           |                                  |
| Gelosa 25’, 55’ Negri 30’, 60’, 72’ | Marcatori | 10’ G. Ferrari 75’, 80’ Lionnard |

| Arbitro: | Barbieri (Sestri Levante) |

|                                                           |           |                           |
| Zuccotti 12’ (rig.) 25’ (rig.) Malinverno 38’ Bussola 72’ | Marcatori | 32’ Gelosa 87’ L. Mariani |

| Arbitro: | Tagliapietra (Padova) |

|                           |           |             |
| Gelosa 47’ L. Mariani 88’ | Marcatori | 18’ Marelli |

| Arbitro: | Catalucci (Firenze) |

|            |           |  |
| Chiesa 13’ | Marcatori |  |

| Arbitro: | Gorini (Milano) |

|                       |           |                |
| Alghisi 11’ Colli 19’ | Marcatori | 26’ L. Mariani |

| Arbitro: | Beraldi (Oneglia) |

|                        |           |                       |
| Vismara 28’ Riva I 51’ | Marcatori | 4’ Quario 67’ Biraghi |

### Girone di ritorno
| Arbitro: | Tassini (Verona) |

|                                  |           |  |
| Gelosa 27’ Tiberti 50’ Carta 77’ | Marcatori |  |

| Arbitro: | Martelli (Bologna) |

|                                  |           |                                       |
| Angiolini 65’ Sala 85’ Bossi 87’ | Marcatori | 4’ (aut.) Favini 48’ Gelosa 55’ Carta |

| Arbitro: | Fuhrmann (Omegna) |

|           |           |           |
| Negri 36’ | Marcatori | 23’ Rizzi |

| Arbitro: | Coletti (Treviso) |

|             |           |  |
| Clerici 47’ | Marcatori |  |

| Arbitro: | Tommei (Savona) |

|                       |           |  |
| Negri 23’ Tiberti 60’ | Marcatori |  |

| Arbitro: | Ferrari (Vicenza) |

|           |           |           |
| Galli 43’ | Marcatori | 89’ Negri |

| Arbitro: | Viarengo (Asti) |

|                 |           |           |
| Gelosa 19’, 88’ | Marcatori | 30’ Marin |

| Arbitro: | Soliani (Genova) |

|          |           |  |
| Erba 64’ | Marcatori |  |

| Arbitro: | Mastellari (Bologna) |

|                  |           |  |
| Tiberti 42’, 75’ | Marcatori |  |

| Arbitro: | Capitanio (Venezia) |

|              |           |  |
| Frnasaris 6’ | Marcatori |  |

| Arbitro: | Cianci (Ancona) |

|            |           |  |
| Gelosa 10’ | Marcatori |  |

| Arbitro: | Mantovani (Vittorio Veneto) |

|                            |           |  |
| Marelli 48’ Arienti II 58’ | Marcatori |  |

| Arbitro: | Celano (Roma) |

|                             |           |                             |
| Gelosa 76’ Banfi 90’ (rig.) | Marcatori | 56’, 58’ Gaddoni 62’ Chiesa |

| Arbitro: | Melioli (Genova) |

|  |           |                 |
|  | Marcatori | 38’ De Stefanis |

| Arbitro: | Viarengo (Asti) |

|                        |           |  |
| Biraghi 35’ Quario 80’ | Marcatori |  |

## Statistiche

### Statistiche di squadra
| Competizione | Punti | In casa | In casa | In casa | In casa | In casa | In casa | In trasferta | In trasferta | In trasferta | In trasferta | In trasferta | In trasferta | Totale | Totale | Totale | Totale | Totale | Totale | DR |
| Competizione | Punti | G       | V       | N       | P       | Gf      | Gs      | G            | V            | N            | P            | Gf           | Gs           | G      | V      | N      | P      | Gf     | Gs     | DR |
| ------------ | ----- | ------- | ------- | ------- | ------- | ------- | ------- | ------------ | ------------ | ------------ | ------------ | ------------ | ------------ | ------ | ------ | ------ | ------ | ------ | ------ | -- |
| Serie C      | 27    | 15      | 9       | 4       | 2       | 32      | 17      | 15           | 1            | 3            | 11           | 11           | 25           | 30     | 11     | 7      | 13     | 43     | 42     | +1 |
| Coppa Italia | 0     | 0       | 0       | 0       | 0       | 0       | 0       | 1            | 0            | 0            | 1            | 0            | 2            | 1      | 0      | 0      | 1      | 1      | 2      | -1 |

### Statistiche dei giocatori
| Giocatore      | Serie C  | Serie C | Coppa Italia | Coppa Italia | Totale   | Totale |
| Giocatore      | Presenze | Reti    | Presenze     | Reti         | Presenze | Reti   |
| -------------- | -------- | ------- | ------------ | ------------ | -------- | ------ |
| A. Banfi       | 29       | 1       | 0            | 0            | 29       | 1      |
| M. Barbareschi | 2        | 0       | 1            | 0            | 3        | 0      |
| F. Berrini     | 3        | 0       | 0            | 0            | 3        | 0      |
| G. Bolzoni     | 25       | 0       | 0            | 0            | 25       | 0      |
| T. Carta       | 8        | 2       | 0            | 0            | 8        | 2      |
| R. Colombo     | 1        | 0       | 0            | 0            | 1        | 0      |
| A. Dugnani     | 3        | 0       | 0            | 0            | 3        | 0      |
| A. Farina      | 7        | 0       | 0            | 0            | 7        | 0      |
| F. Frigerio    | 30       | -42     | 1            | -2           | 31       | -44    |
| F.G. Frigerio  | 1        | 0       | 0            | 0            | 1        | 0      |
| L. Gelosa      | 30       | 11      | 1            | 0            | 31       | 11     |
| G. Marchesi    | 2        | 0       | 0            | 0            | 2        | 0      |
| L. Mariani     | 27       | 10      | 1            | 0            | 28       | 10     |
| G. Negri       | 17       | 6       | 0            | 0            | 17       | 6      |
| O. Parma       | 4        | 0       | 0            | 0            | 4        | 0      |
| E. Pedrini     | 15       | 0       | 1            | 0            | 16       | 0      |
| M. Riva        | 29       | 3       | 1            | 0            | 30       | 3      |
| R. Sala        | 0        | 0       | 1            | 0            | 1        | 0      |
| U. Sala        | 4        | 1       | 1            | 0            | 5        | 1      |
| C. Somaschini  | 11       | 0       | 0            | 0            | 11       | 0      |
| A. Tiberti     | 15       | 4       | 0            | 0            | 15       | 4      |
| A. Ungaro      | 6        | 1       | 1            | 0            | 7        | 1      |
| G. Villa       | 27       | 0       | 1            | 0            | 28       | 0      |
| R. Villa       | 9        | 0       | 0            | 0            | 9        | 0      |
| V. Vismara     | 29       | 3       | 1            | 1            | 30       | 4      |

## Arrivi e partenze
| Acquisti | Acquisti          | Acquisti         | Acquisti   |
| -------- | ----------------- | ---------------- | ---------- |
| A        | Mario Barbareschi | Galbani          | definitivo |
| ?        | Beltrami          | G.U.F. Milano    | definitivo |
| A        | Franco Berrini    | Melzese          | definitivo |
| ?        | Boccardi          | ???              | definitivo |
| A        | Andrea Dugnani    | Ambrosiana-Inter | definitivo |
| ?        | Moglia            | ???              | definitivo |
| ?        | Morosini          | ???              | definitivo |
| C        | Carlo Somaschini  | Caratese         | definitivo |
| A        | Aldo Ungaro       | Juventus Trapani | definitivo |

| Cessioni | Cessioni            | Cessioni         | Cessioni   |
| -------- | ------------------- | ---------------- | ---------- |
| A        | Giovanni Arosio     | Novara           | definitivo |
| ?        | Giulio Balestrini   | fine carriera?   | definitivo |
| A        | Luigi Beretta       | Milan            | definitivo |
| ?        | Napoleone Boffi     | ???              | definitivo |
| D        | Enrico Colombo      | fine carriera    | definitivo |
| ?        | Angelo Erba         | ???              | definitivo |
| C        | Mario Giannoni      | Alfa Romeo       | definitivo |
| P        | Mario Losi          | fine carriera?   | definitivo |
| ?        | Arturo Magni        | ???              | definitivo |
| ?        | Pierino (Rino) Meda | Falck            | definitivo |
| A        | Angelo Meroni       | Como             | definitivo |
| A        | Aurelio Piazza      | Ambrosiana-Inter | definitivo |
| D        | Rinaldo Recalcati   | ???              | definitivo |
| D        | Costantino Sala     | Ambrosiana-Inter | definitivo |
| A        | Domenico Torti      | Como             | definitivo |